# Santuario della Madonnetta
Il santuario della Madonnetta o, più precisamente, santuario di Nostra Signora Assunta di Carbonara, è uno dei principali santuari mariani della provincia di Genova.

## Storia

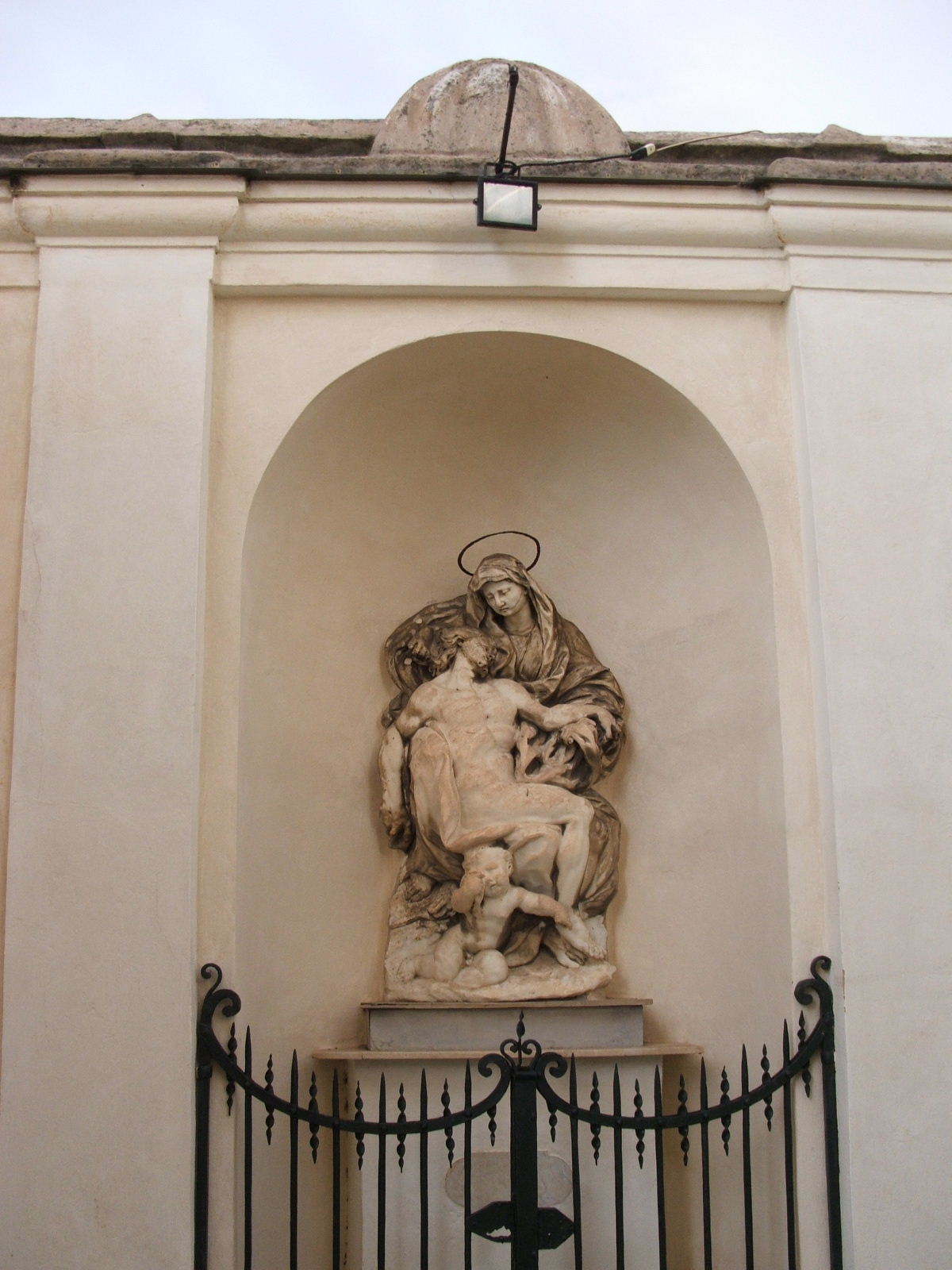
La Pietà - Domenico Parodi

Situato nell'omonima crêuza (salita della Madonnetta), posta a mezza costa fra i quartieri di Castelletto e Righi (raggiungibile con la funicolare Zecca-Righi, fermata Madonnetta), prende il nome da una statua in alabastro della Madonna donata nel 1650 dal mercante savonese Giambattista Cantoni e ricoverata dal predicatore Carlo Giacinto di Santa Maria sul poggio in cima al quale fu poi costruito, in stile barocco, il santuario. 
Edificato tra il 1695 e il 1696 per i frati agostiniani scalzi dall'architetto imperiese Giovanni Antonio Ricca detto il Vecchio (che dopo la consegna del lavoro divenne egli stesso frate agostiniano), il santuario è caratterizzato da un sagrato ottagonale pavimentato a rissoeu (ciottoli bianchi e neri) disegnato nel 1732 da Bartolomeo Storace.
Secondo la leggenda, padre Carlo Giacinto di Santa Maria, fondatore del santuario, nel 1696 ricevette da Maria la promessa che sarebbe stata presente nel santuario ogni 15 agosto dall'alba al tramonto fino alla fine del mondo. Per questo motivo dal 15 agosto 1696, anno della sua inaugurazione, i frati aprivano le porte del santuario affinché il doge e tre senatori della Repubblica di Genova con i fedeli, potessero esser presenti a onorare il ritorno di Maria, visibile però al solo padre Carlo, che per tutta la vita (morì il 23 aprile 1721) continuò a dichiarare di avere apparizioni della Vergine. Questa devozione durò sino al 1943, quando, a motivo della guerra, fu sospesa. Per iniziativa di un gruppo di fedeli e del rettore Eugenio Cavallari, la devozione riprese il 15 agosto 2012. Il 15 agosto 2015 alla celebrazione ha partecipato lo Scheikh Mohammad Nokkari, giudice libanese, islamico, devoto di Maria. L'evento è stato trasmesso con una diretta prodotta dal santuario e ritrasmessa nel circuito mondiale in lingua araba dell'emittente cattolico-maronita libanese Tele Lumière-Noursat, con un bacino di ascolto di 25-30 milioni e con oltre 30.000 visualizzazioni in diretta streaming. Ogni 15 agosto, alle cinque del mattino il santuario apre le porte per la funzione "Attendendo Maria" per onorare Maria.
Lungo il perimetro del muro di cinta si apre una nicchia contenente la Pietà, gruppo marmoreo di Domenico Parodi.

## Descrizione
L'accesso al sagrato
L'interno, a navata unica, presenta una forma vagamente ovale, ma anch'essa ottagonale, come pure a pianta ottagonale è lo scurolo (cripta), ospitante l'altare con la sovrastante statua in alabastro della "Madonnetta" copia dell'omonima statua del Duomo di Trapani. Lo stile a pianta ottagonale indica la Resurrezione di Cristo, simboleggiata dall'ottavo giorno, quello appunto della Resurrezione; La navata ha sei cappelle laterali, tre per lato, ed è unita al presbiterio (sopraelevato per la presenza della cripta) da due rampe di scale.
La chiesa è impreziosita dagli affreschi realizzati nel 1697 da Bartolomeo Guidobono che dipinse l'Incoronazione della Vergine sulla volta dello scurolo (ambiente ricavato sotto l'alto presbiterio), e la Cena in Emmaus - contornato da una ricca cornice a cartella - sulla parete del refettorio del convento.
Del corredo artistico fanno anche parte la statua Madonnetta proveniente dalla scuola dello scultore Giuseppe Gaggini (1791-1867) e la Pietà, gruppo ligneo di Anton Maria Maragliano (1733); il dipinto Gesù e i Santi Giacomo e Giovanni di Giovanni Battista Paggi (1620); la tavola cinquecentesca con L'Annunciazione e l'Assunta, piccola tela di Guidobono (queste ultime poste in sacrestia).

## Il presepe genovese

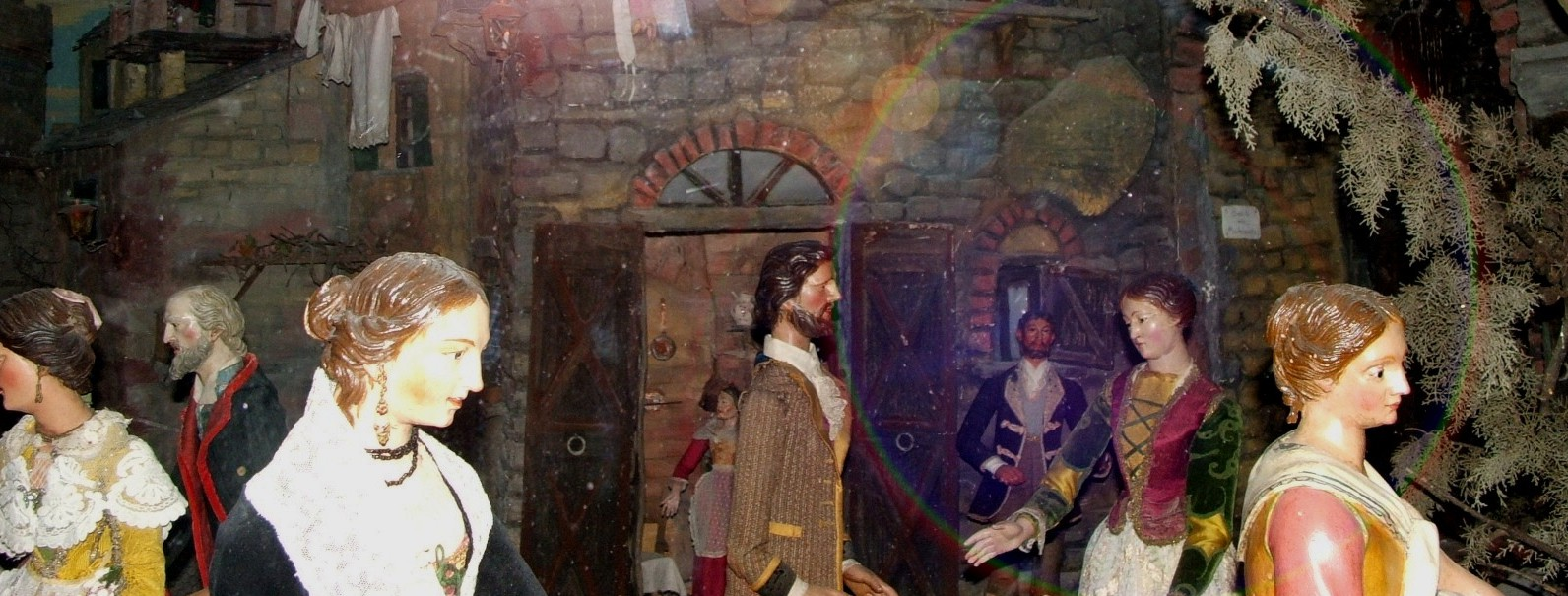
Uno scorcio del presepe genovese al Santuario della Madonnetta

Il santuario è sede permanente di un prestigioso presepe genovese, visibile tutto l'anno, animato da una ottantina di statuine di scultori del passato raffiguranti sia persone del popolino intente ad adempiere alle mansioni quotidiane sia nobili a passeggio.
Sul piano strettamente artistico, il pregio maggiore di questo presepe deriva dalla presenza delle figure interamente in legno del quadro della Natività attribuite a Gaggini; ad altre statuette lignee presenti negli altri quadri è attribuito l'intervento dello scultore Maragliano.